# ショウガールズ
ショウガールズは、野中美智子の呼びかけにより結成された、女性8名によるお笑い挑戦ユニット。グループのキャッチフレーズは「美と笑いのブーケ達」。2022年6月より活動開始。

## 概要
プロレスのリングアナウンサーや俳優など多種多様な活動をしていた野中美智子ではあったが、あくまでも、その軸足は演じること、表現することだった。その中で特にやってみたかったのがお笑いのネタであったが、1人でやる踏ん切りは中々つかなかった。
そんな折、バラエティイベントで共演した元アイドルなどブレイクを果たしていない女性タレントの中に「面白いしかわいい子」が多数いることに気が付き、そういう子達で集まってネタをやろうと声をかけたのがショウガールズの始まりであった。
しかし、頑張るには理由が必要であるため、お笑い賞レースへの挑戦を目標に掲げた。常に8人でネタをするわけではなく、2人組で漫才をしたりトリオでコントをしたり、グループの中に様々な組み合わせのユニットがあり、ピンでネタをやることもある。それぞれのユニットは、メンバー各自の個性を生かしたもので「兼業芸人」としての周知を目指している。
2022年にはグループ内ユニットの「ショートガールズ」が女芸人No.1決定戦 THE Wの準決勝に進出。2023年には同じくグループ内ユニットの「燃ゆるレジーナ」がM-1グランプリ3回戦に進出するなどの結果を残しつつ、2023年8月には野中美智子を代表取締役として株式会社ショウガールズを設立。同年11月にはホリプロコムと業務提携を結んでいる。
2024年9月には「ショウガールズ」が、過去最高の903組がエントリーしたTHE W予選において、313組が参加した2回戦を勝ち抜き、38組という狭き門を突破し、準決勝進出を果たしている。
メンバーそれぞれが様々な芸能活動をしており、年齢も経歴もバラバラではあるが、本気で「お笑い」に取り組み、主催ライブを月に1回行い、他のお笑いライブにも出演しつつ、賞レースへの挑戦を続けている。
また、グループとしての音楽活動も実施しており、ライブ活動やCDリリースなども並行して行っている。

## メンバー
| 名前                           | 誕生日          | 血液型 | 出身地   | 経歴                                                                      | ユニット                               | 過去のユニット                                              |
| ------------------------------ | --------------- | ------ | -------- | ------------------------------------------------------------------------- | -------------------------------------- | ----------------------------------------------------------- |
| 野中美智子 （のなか みちこ）   | 1990年 6月5日   | A型    | 愛知県   | 女優 タレント リングアナウンサー MC 元アイドル                            | エムエムフラワー ショートガールズ      | 野中沢辺 西日本ガールズ                                     |
| 西尾まう （にしお まう）       | 1986年 3月3日   | A型    | 東京都   | 女優 タレント タロットアドバイザー 世界最年少 元プロマジシャン 元アイドル | サワニシ ショートガールズ              | シティーガールズ スルースキルズ                             |
| 沢辺りおん （さわべ りおん）   | 1991年 5月12日  | O型    | 東京都   | 女優 タレント グラビアアイドル 元アイドル                                 | サワニシ わんダフル                    | 野中沢辺 タートルガールズ                                   |
| 安森あや那 （やすもり あやな） | 1988年 7月19日  | O型    | 大分県   | 女優 タレント 元アイドル                                                  | 燃ゆるレジーナ わんダフル              | お転婆ガールズ 西日本ガールズ にゃんダフル                  |
| 山咲まりな （やまさき まりな） | 1987年 9月26日  | B型    | 埼玉県   | タレント グラビアアイドル 元アイドル                                      | エムエムフラワー エイチツー            | ゆうまりメロン ベイビーボトル タートルガールズ にゃんダフル |
| 根本羽衣 （ねもと うい）       | 1989年 10月2日  | B型    | 埼玉県   | 女優 タレント 元アイドル                                                  | スーパーバカ スルースキルズ わんダフル | お転婆ガールズ にゃんダフル                                 |
| 東坂みゆ （とうさか みゆ）     | 1996年 5月19日  | AB型   | 大阪府   | タレント 現役グラビアアイドル 元アイドル                                  | スーパーバカ エイチツー                | ベイビーボトル お転婆ガールズ 西日本ガールズ                |
| ゆうな。 （ゆうな）            | 2001年 11月10日 | O型    | 神奈川県 | 女優 CMタレント 元アイドル                                                | 燃ゆるレジーナ シティーガールズ        | ゆうまりメロン ベイビーボトル タートルガールズ              |

## お笑い賞レース等への出場・実績

### 2022年
| 大会名           | 出場ユニット ※ユニットのメンバー                    | 結果       | 会場                           | 日時         | 備考   |
| ---------------- | --------------------------------------------------- | ---------- | ------------------------------ | ------------ | ------ |
| キングオブコント | お転婆ガールズ （東坂みゆ、根本羽衣、安森彩那）     | 1回戦敗退  | 南大塚ホール                   | 7月5日       | [ 11 ] |
| キングオブコント | タートルガールズ （沢辺りおん、山咲まりな、夢羽菜） | 1回戦敗退  | 南大塚ホール                   | 7月5日       | [ 11 ] |
| キングオブコント | ショートガールズ （野中美智子、西尾まう）           | 1回戦敗退  | 南大塚ホール                   | 7月7日       | [ 12 ] |
| THE W            | ショートガールズ （野中美智子、西尾まう）           | 1回戦突破  | 動画審査                       | 9月3日       | [ 13 ] |
| THE W            | ショートガールズ （野中美智子、西尾まう）           | 2回戦突破  | 渋谷シダックスカルチャーホール | 9月25日      | [ 14 ] |
| THE W            | ショートガールズ （野中美智子、西尾まう）           | 準決勝敗退 | 新宿ルミネtheよしもと          | 11月10・11日 | [ 15 ] |
| THE W            | お転婆ガールズ （東坂みゆ、根本羽衣、安森彩那）     | 1回戦突破  | 動画審査                       | 9月3日       | [ 13 ] |
| THE W            | お転婆ガールズ （東坂みゆ、根本羽衣、安森彩那）     | 2回戦敗退  | 渋谷シダックスカルチャーホール | 9月23日      | [ 14 ] |
| THE W            | タートルガールズ （沢辺りおん、山咲まりな、夢羽菜） | 1回戦突破  | 動画審査                       | 9月3日       | [ 13 ] |
| THE W            | タートルガールズ （沢辺りおん、山咲まりな、夢羽菜） | 2回戦敗退  | 渋谷シダックスカルチャーホール | 9月23日      | [ 14 ] |
| THE W            | スルースキルズ （根本羽衣、西尾まう）               | 1回戦突破  | 動画審査                       | 9月3日       | [ 13 ] |
| THE W            | スルースキルズ （根本羽衣、西尾まう）               | 2回戦敗退  | 渋谷シダックスカルチャーホール | 9月25日      | [ 14 ] |
| THE W            | 野中沢辺 （野中美智子、沢辺りおん）                 | 1回戦突破  | 動画審査                       | 9月3日       | [ 13 ] |
| THE W            | 野中沢辺 （野中美智子、沢辺りおん）                 | 2回戦敗退  | 渋谷シダックスカルチャーホール | 9月25日      | [ 14 ] |
| M-1グランプリ    | ゆうまりメロン （山咲まりな、夢羽菜）               | 1回戦突破  | シダックスカルチャーホールA    | 9月9日       | [ 16 ] |
| M-1グランプリ    | ゆうまりメロン （山咲まりな、夢羽菜）               | 2回戦敗退  | 雷5656会館ときわホール         | 10月13日     | [ 16 ] |
| M-1グランプリ    | スルースキルズ （根本羽衣、西尾まう）               | 1回戦突破  | シダックスカルチャーホールA    | 9月18日      | [ 17 ] |
| M-1グランプリ    | スルースキルズ （根本羽衣、西尾まう）               | 2回戦敗退  | 雷5656会館ときわホール         | 10月15日     | [ 17 ] |
| M-1グランプリ    | グッドスタイル （東坂みゆ、安森彩那）               | 1回戦敗退  | シダックスカルチャーホールA    | 9月7日       | [ 18 ] |
| M-1グランプリ    | シティーガールズ （安森彩那、夢羽菜）               | 1回戦敗退  | シダックスカルチャーホールA    | 9月18日      | [ 19 ] |

### 2023年
| 大会名                  | 出場ユニット ※ユニットのメンバー                | 結果      | 会場                            | 日時     | 備考          |
| ----------------------- | ----------------------------------------------- | --------- | ------------------------------- | -------- | ------------- |
| R-1グランプリ           | 東坂みゆ                                        | 1回戦突破 | YMCAスペースYホール             | 1月6日   | [ 20 ]        |
| R-1グランプリ           | 東坂みゆ                                        | 2回戦敗退 | よしもと有楽町シアター          | 1月20日  | [ 21 ]        |
| R-1グランプリ           | 夢羽菜                                          | 1回戦突破 | YMCAスペースYホール             | 1月8日   | [ 22 ]        |
| R-1グランプリ           | 夢羽菜                                          | 2回戦敗退 | よしもと有楽町シアター          | 1月20日  | [ 23 ]        |
| R-1グランプリ           | ショウガールズ野中 （野中美智子）               | 1回戦敗退 | YMCAスペースYホール             | 1月12日  | [ 24 ]        |
| キングオブコント        | ベイビーボトル （山咲まりな、東坂みゆ、夢羽菜） | 1回戦突破 | 南大塚ホール                    | 7月11日  | [ 25 ]        |
| キングオブコント        | ベイビーボトル （山咲まりな、東坂みゆ、夢羽菜） | 2回戦敗退 | タワーホール船堀（5階）小ホール | 8月2日   | [ 26 ] [ 27 ] |
| キングオブコント        | ショートガールズ （野中美智子、西尾まう）       | 1回戦敗退 | 南大塚ホール                    | 7月8日   | [ 28 ]        |
| キングオブコント        | わんダフル （沢辺りおん、安森あや那、根本羽衣） | 1回戦敗退 | 南大塚ホール                    | 7月8日   | [ 28 ]        |
| THE W                   | ショウガールズ                                  | 1回戦突破 | 動画審査                        | 9月2日   | [ 29 ]        |
| THE W                   | ショウガールズ                                  | 2回戦敗退 | 渋谷シダックスカルチャーホール  | 9月22日  | [ 30 ]        |
| THE W                   | ベイビーボトル （山咲まりな、東坂みゆ、夢羽菜） | 1回戦突破 | 動画審査                        | 9月2日   | [ 29 ]        |
| THE W                   | ベイビーボトル （山咲まりな、東坂みゆ、夢羽菜） | 2回戦敗退 | 渋谷シダックスカルチャーホール  | 9月24日  | [ 30 ]        |
| THE W                   | 燃ゆるレジーナ （安森あや那、夢羽菜）           | 1回戦突破 | 動画審査                        | 9月2日   | [ 29 ]        |
| THE W                   | 燃ゆるレジーナ （安森あや那、夢羽菜）           | 2回戦敗退 | 渋谷シダックスカルチャーホール  | 9月22日  | [ 30 ]        |
| THE W                   | ショートガールズ （野中美智子、西尾まう）       | 1回戦突破 | 動画審査                        | 9月2日   | [ 29 ]        |
| THE W                   | ショートガールズ （野中美智子、西尾まう）       | 2回戦敗退 | 渋谷シダックスカルチャーホール  | 9月22日  | [ 30 ]        |
| M-1グランプリ           | 燃ゆるレジーナ （安森あや那、夢羽菜）           | 1回戦突破 | シダックスカルチャーホール      | 9月19日  | [ 31 ]        |
| M-1グランプリ           | 燃ゆるレジーナ （安森あや那、夢羽菜）           | 2回戦突破 | 雷5656会館ときわホール          | 10月23日 | [ 31 ]        |
| M-1グランプリ           | 燃ゆるレジーナ （安森あや那、夢羽菜）           | 3回戦敗退 | KANDA SQUARE HALL               | 11月7日  | [ 31 ]        |
| M-1グランプリ           | エイチツー （東坂みゆ、山咲まりな）             | 1回戦突破 | シダックスカルチャーホール      | 9月19日  | [ 32 ]        |
| M-1グランプリ           | エイチツー （東坂みゆ、山咲まりな）             | 2回戦敗退 | 雷5656会館ときわホール          | 10月23日 | [ 32 ]        |
| M-1グランプリ           | エムエムフラワー （野中美智子、山咲まりな）     | 1回戦敗退 | シダックスカルチャーホール      | 9月7日   | [ 33 ]        |
| M-1グランプリ           | サワニシ （西尾まう、沢辺りおん）               | 1回戦敗退 | シダックスカルチャーホール      | 9月7日   | [ 34 ]        |
| M-1グランプリ           | スーパーバカ （東坂みゆ、根本羽衣）             | 1回戦敗退 | シダックスカルチャーホール      | 9月7日   | [ 35 ]        |
| 女性芸人 イチバン決定戦 | 哺乳瓶 （東坂みゆ、山咲まりな他）               | 準優勝    | 池袋東口ゲキパ                  | 9月15日  | [ 36 ]        |
| 勝手に漫才GP!           | エイチツー （東坂みゆ、山咲まりな）             | 上位8組   | 新宿バッシュ!!                  | 11月25日 | [ 37 ]        |

### 2024年
| 大会名           | 出場ユニット ※ユニットのメンバー          | 結果       | 会場                                      | 日時           | 備考   |
| ---------------- | ----------------------------------------- | ---------- | ----------------------------------------- | -------------- | ------ |
| R-1グランプリ    | 夢羽菜                                    | 1回戦敗退  | シダックスカルチャーホール                | 1月8日         | [ 38 ] |
| R-1グランプリ    | ショウガールズ野中 （野中美智子）         | 1回戦敗退  | シダックスカルチャーホール                | 1月11日        | [ 39 ] |
| キングオブコント | ショウガールズ                            | 1回戦敗退  | 渋谷区文化総合センター大和田 6F伝承ホール | 7月17日        | [ 40 ] |
| THE W            | ショウガールズ                            | 1回戦突破  | 動画審査                                  | 9月7日         | [ 41 ] |
| THE W            | ショウガールズ                            | 2回戦突破  | シダックスカルチャーホール                | 9月21日        | [ 7 ]  |
| THE W            | ショウガールズ                            | 準決勝進出 | 東京・ルミネ the よしもと                 | 11月14日・15日 |        |
| THE W            | 燃ゆるレジーナ （安森あや那、夢羽菜）     | 1回戦突破  | 動画審査                                  | 9月7日         | [ 41 ] |
| THE W            | 燃ゆるレジーナ （安森あや那、夢羽菜）     | 2回戦敗退  | シダックスカルチャーホール                | 9月23日        | [ 7 ]  |
| THE W            | ショートガールズ （野中美智子、西尾まう） | 1回戦突破  | 動画審査                                  | 9月7日         | [ 41 ] |
| THE W            | ショートガールズ （野中美智子、西尾まう） | 2回戦敗退  | シダックスカルチャーホール                | 9月22日        | [ 7 ]  |

## 出演

### テレビ
- ネタパレ（2024年6月28日、フジテレビ）[42]※ショートガールズとして出演
- ネタパレ元日SP★どこよりも早い!お笑い賞レース今年も開催◆テッパン飯東西対決★（2025年1月1日、フジテレビ）[43]※ショウガールズとして出演

### ラジオ
- ディ～とも!プレステージ（2024年3月7日、下北FM）
- Dセレクション（2024年4月28日、渋谷クロスFM）
- Happy Hour Party!（2025年2月13日・27日・3月6日、JFN）

### 舞台
- ショウガールズ!〜眩しいほど華麗なネタ祭〜（2022年6月30日、早稲田クローバースタジオ）
- ショウガールズ! vol.2（2022年7月26日、池袋東口ゲキパ）
- ショウガールズ! vol.3（2022年8月22日、早稲田クローバースタジオ）
- ショウガールズ! vol.4（2022年9月27日、池袋東口ゲキパ）
- ショウガールズ! vol.5（2022年10月27日、池袋東口ゲキパ）
- ショウガールズ! vol.6（2022年11月30日、池袋東口ゲキパ）
- ショウガールズ! vol.7（2022年12月28日、池袋東口ゲキパ）
- ショウガールズ! vol.8（2023年1月30日、池袋・ロイヤルプラザII 3F）
- ショウガールズ! vol.9（2023年2月28日、池袋東口ゲキパ）
- ショウガールズ! vol.10（2023年3月28日、池袋・ロイヤルプラザII 3F）
- ショウガールズ! vol.11（2023年4月17日、池袋西口GEKIBA）
- Comedy女子『Timing』（2023年4月25日 - 30日、アトリエファンファーレ高円寺）
- ショウガールズ! vol.12（2023年5月19日、池袋・ロイヤルプラザII 3F）
- ショウガールズツアー2023（2023年6月2日[名古屋]・3日[大阪]・23.24.25日[東京]）※初の単独ライブツアー
- ショウガールズ東京公演番外編ライブ「ショウガールズ流〜第2回ブーケ大喜利!」（2023年06月21日、アトリエファンファーレ東新宿）
- ショウガールズ東京公演番外編ライブ「ショウガールズの花束みたいなガールズトーク！」（2023年06月22日、アトリエファンファーレ東新宿）
- ガンバレ☆お笑いフェスティバル！vol.7 ビッグマッチお疲れサマーシリーズ開幕戦（2023年7月12日、池袋東口ゲキパ）
- ショウガールズ! vol.13（2023年7月26日、池袋・ロイヤルプラザII 3F）
- ショウガールズネタ公開収録ライブ!〜賞レースに向けて（2023年8月9日、池袋東口ゲキパ）
- ショウガールズ! vol.14（2023年8月29日、池袋西口GEKIBA）
- ガンバレ⭐︎お笑いフェスティバルvol.8 賞レース中でソワソワしてるシリーズ開幕戦（2023年9月11日、池袋東口ゲキパ）
- TEPPEN.325 テッペンハニー（2023年9月13日、なかの芸能小劇場）
- 秋のショウガールズ祭り2023！（2023年9月18日、池袋東口ゲキパ）※①ファンミーティング！、②花束みたいなガールズトーク！、③定期ライブVol.15
- NATURAL HIGH SCHOOL ～大復活祭～（2023年9月30日、下北沢ReG）
- 夢羽菜充電完了フェス!!（2023年10月12日、池袋西口GEKIBA）
- ショウガールズ! vol.16（2023年10月31日、池袋西口GEKIBA）
- ショウガールズ! vol.17（2023年11月24日、大塚ドリームシアター）
- ショウガールズ! vol.18（2023年12月26日、大塚ドリームシアター）
- ショウガールズ！vol.19（2024年01月19日、東池袋デューク）
- ショウガールズ！vol.20（2024年02月28日、大塚ドリームシアター）
- ショウガールズ！vol.21（2024年03月30日、大塚ドリームシアター）
- グレアムボックス×ショウガールズ・コラボコントLIVE「コメンジャーズ」（2024年04月20日、大塚ドリームシアター）
- ショウガールズ！vol.22（2024年04月30日、池袋西口GEKIBA）
- ショウガールズ！vol.23（2024年05月29日、池袋西口GEKIBA）
- ショウガールズ！vol.24（2024年06月18日、大塚ドリームシアター）※MC ムートン伊藤、ゲスト ちゃんぴおんず
- 茶沢歌合戦 Vol.5（2024年7月7日、下北沢シャングリラ）※根本.沢辺欠席
- ショウガールズ 2th Anniversary show「WARAKATSU」（2024年7月19日 - 21日、池袋西口GEKIBA）

　・ショウガールズ 第1回単独ライブ「∞⼑流〜エイトウリュウ〜」（2024年7月19日）

　・燃ゆるレジーナ初単独ライブ「愛姍姍」（2024年7月20日）

　・ショートガールズ初単独ライブ「イメチェン」（2024年7月20日）

　・「ショウガールズの花束みたいなガールズトークvol.2」（2024年7月20日）

　・「VSショウガールズ!!」（2024年7月21日）

　・「リクエストネタ祭り!!」（2024年7月21日）

- ショウガールズ！vol.25（2024年08月20日、池袋西口GEKIBA）※MC ムートン伊藤、ゲスト きしたかの
- ショウガールズ！vol.26（2024年09月13日、池袋西口GEKIBA）※MC ムートン伊藤、ゲスト ゆにばーす

## ディスコグラフィ

### シングル
|     | 発売日        | タイトル                          | 規格 | 収録曲                                | 備考       |
| --- | ------------- | --------------------------------- | ---- | ------------------------------------- | ---------- |
| 1st | 2023年6月2日  | 想いのブーケ / 私はいつでも舞踏会 | CD   | 1. 想いのブーケ 2. 私はいつでも舞踏会 | 自主制作盤 |
| 2nd | 2025年2月25日 | 君を捕まえて                      | CD   | 1. 君を捕まえて                       | 自主制作盤 |

## タイアップ
| 曲名         | タイアップ                                                                                               |
| ------------ | --- |
| 想いのブーケ | テレビ埼玉・岐阜放送・テレビ和歌山「Dセレクション ～supported by ミセスマートTV・NEO」エンディングテーマ |
| 君を捕まえて | 市川うららFM「プロジェクト・リーフェリア 虹の架け橋」エンディングテーマ                                  |